# Patrick Rossini
Patrick Rossini (Suiza, 2 de abril de 1988) es un futbolista suizo de origen italiano. Juega como delantero y actualmente se encuentra en el FC Chiasso de la Challenge League.

## Clubes
| Club                 | País   | Año         |
| -------------------- | ------ | ----------- |
| AC Bellinzona        | Suiza  | 2005        |
| FC Ascona            | Suiza  | 2006 - 2007 |
| FC Locarno           | Suiza  | 2007 - 2008 |
| A.S.D.C. Borgomanero | Italia | 2009        |
| FC Locarno           | Suiza  | 2009 - 2010 |
| FC Schaffhausen      | Suiza  | 2010 - 2014 |
| FC Zürich            | Suiza  | 2014 - 2015 |
| FC Lugano (cedido)   | Suiza  | 2015        |
| FC Lugano            | Suiza  | 2015 - 2016 |
| FC Aarau (cedido)    | Suiza  | 2016        |
| FC Aarau             | Suiza  | 2016 - 2020 |
| FC Chiasso           | Suiza  | 2020 -      |